# گریگوری سانچز
گریگوری سانچز (انگلیسی: Gori؛ زادهٔ ۱۵ مهٔ ۲۰۰۲) بازیکن فوتبال است که در پست هافبک برای اسپانیول بی بازی می‌کند.
وی همچنین در تیم ملی فوتبال زیر ۱۸ سال اسپانیا بازی کرده‌است.